# لین کینگ‌فینگ
لین کینگ‌فینگ (به انگلیسی: Lin Qingfeng) زاده ۲۶ ژانویه ۱۹۸۹ است. او وزنه بردار کشور چین است.